# Diskeeper
Diskeeper — програма для дефрагментації жорсткого диску, початково створена для VAX-систем, а пізніше випущена для Microsoft Windows. Це основний продукт компанії Diskeeper Corporation, (раніше Executive Software).
Програма дефрагментації, включена в операційні системи Windows 2000, 2003, XP і Vista, заснована на попередній версії Diskeeper.